# Chaya Czernowin

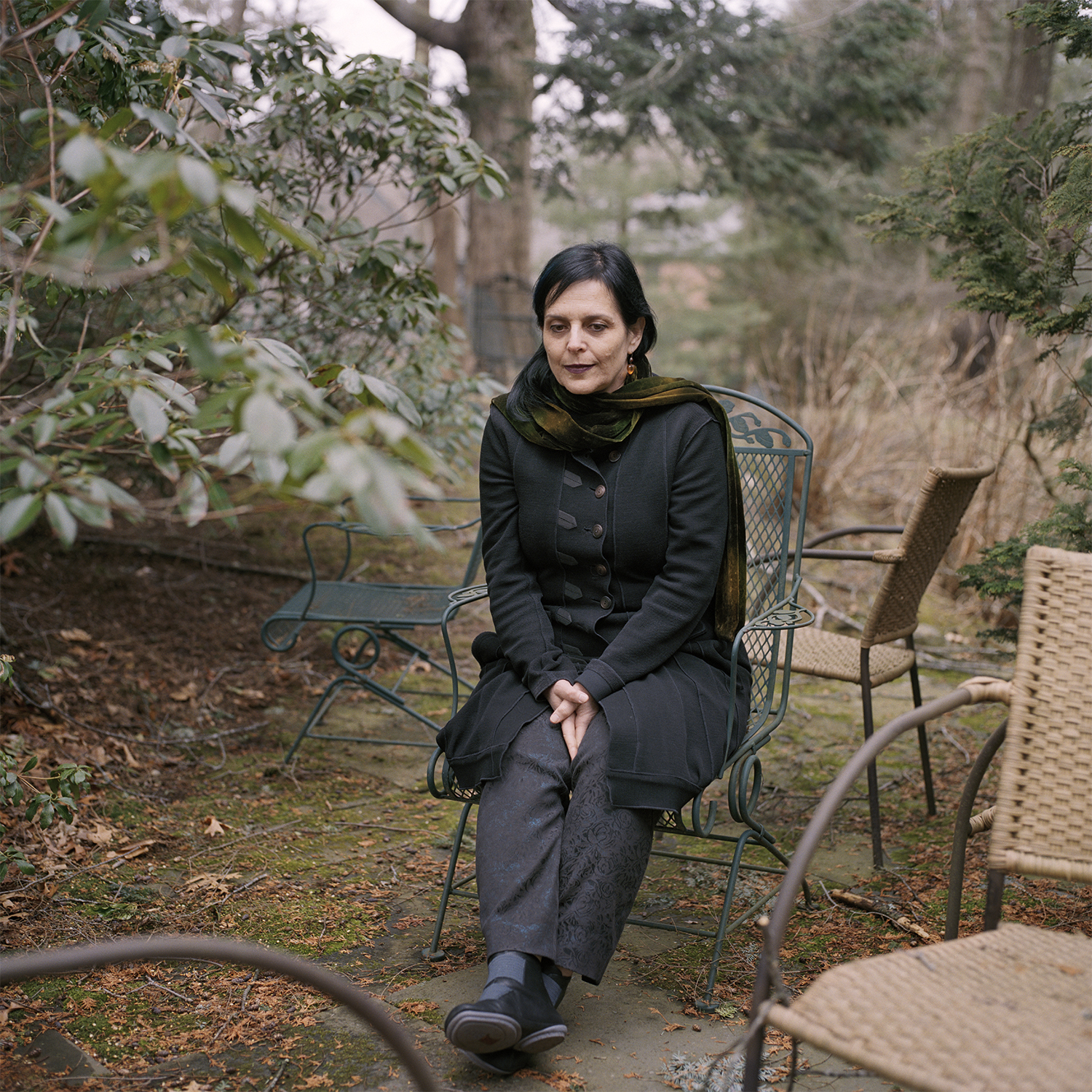

Chaya Czernowin (nació el 7 de diciembre de 1957 en Haifa, Israel) es una compositora israelí que actualmente reside en Austria. Ella es la principal compositora en la Sommer akademie School Solitude, una academia internacional bienal de los compositores y músicos residentes en la histórica Schloß Solitude, de Stuttgart, Alemania.
Czernowin estudió Música en la Universidad San Diego de California y en su país natal. Czernowin también ha hecho estudios formales en residencias y becas en el Japón, Europa y los Estados Unidos, se ha hecho famosa por sus fantásticas composiciones musicales.
Fue una de las compositoras más tocadas en el Internationale Musikkurse Darmstadt entre el 1946 i el 2014.